# CFU Club Championship 2009
Navigation
Édition précédente Édition suivante
La CFU Club Championship 2009 est la 11e édition de la CFU Club Championship. Elle met aux prises les champions des différentes nations affiliées à la CFU. Le vainqueur de la compétition est qualifié pour le premier tour de la Ligue des champions de la CONCACAF 2009-2010.
La refonte de la Coupe des champions de la CONCACAF (devenue Ligue des champions de la CONCACAF) a eu des conséquences directes sur la compétition caribéenne :
- à la suite de l’élargissement de la Ligue des champions, ce sont désormais trois équipes de la CFU qui sont qualifiées, au lieu d’un seul auparavant.
- le changement de calendrier, qui voit la Ligue des champions organiser de juillet à avril entraîne une modification des dates de la compétition caribéenne, à présent disputée au printemps.

C’est le club trinidadien de W Connection FC qui s’impose en finale face aux Portoricains de Puerto Rico Islanders. Il s’agit du troisième titre continental de l’histoire du club, qui se qualifie pour la Ligue des champions de la CONCACAF, en compagnie du finaliste et de l’autre représentant de Trinité-et-Tobago, San Juan Jabloteh, qui se classe troisième.

## Participants
Un total de 12 équipes provenant de 9 nations prennent part à la compétition. Elles appartiennent à la zone Caraïbes de la CONCACAF. Le tableau des clubs qualifiés était le suivant :
| Nation                 | Club                           | Critère de qualification                                   |
| Antigua-et-Barbuda     | Hoppers FC                     | Vice-champion d'Antigua-et-Barbuda 2007-2008               |
| Antilles néerlandaises | CSD Barber                     | Champion des Antilles néerlandaises 2007-2008              |
| Aruba                  | SV Racing Club Aruba (forfait) | Champion d'Aruba 2007-2008                                 |
| Aruba                  | SV Britannia                   | Vice-champion d'Aruba 2007-2008                            |
| Dominique              | Bath Estate                    | Champion de Dominique 2008.                                |
| Guyana                 | Alpha United FC                | Représentant du Guyana                                     |
| Haïti                  | AS Cavaly                      | Vainqueur du tournoi Clôture 2007 du championnat d'Haïti   |
| Haïti                  | Tempête FC                     | Vainqueur du tournoi Ouverture 2008 du championnat d'Haïti |
| Jamaïque               | Portmore United (forfait)      | Champion de Jamaïque 2007-2008                             |
| Porto Rico             | Puerto Rico Islanders          | Représentant de Porto Rico en USL                          |
| Porto Rico             | Sevilla FC Porto Rico          | Champion de Porto Rico 2008                                |
| Suriname               | Inter Moengotapoe              | Champion du Suriname 2007-2008                             |
| Trinité-et-Tobago      | San Juan Jabloteh              | Champion de Trinité-et-Tobago 2008                         |
| Trinité-et-Tobago      | W Connection FC                | Vice-champion de Trinité-et-Tobago 2008                    |

## Compétition

### Premier tour
| Équipe 1              | Résultat | Équipe 2          | Aller | Retour |
| --------------------- | -------- | ----------------- | ----- | ------ |
| Sevilla FC Porto Rico | 3 - 5    | Hoppers FC        | 3 - 3 | 0 - 2  |
| Bath Estate           | 1 - 17   | W Connection FC   | 0 - 5 | 1 - 12 |
| Alpha United FC       | 1 - 3    | Tempête FC        | 1 - 1 | 0 - 2  |
| AS Cavaly             | 6 - 0    | SV Britannia      | 5 - 0 | 1 - 0  |
| CSD Barber            | 2 - 3    | Inter Moengotapoe | 1 - 3 | 1 - 0  |

#### Quarts de finale
| Équipe 1          | Résultat | Équipe 2          | Aller | Retour |
| ----------------- | -------- | ----------------- | ----- | ------ |
| W Connection FC   | 5 - 2    | Inter Moengotapoe | 2 - 1 | 3 - 1  |
| Hoppers FC        | 0 - 8    | Tempête FC        | 0 - 4 | 0 - 4  |
| San Juan Jabloteh | 4 - 1    | AS Cavaly         | 3 - 1 | 1 - 0  |

### Demi-finale
| Équipe 1              | Résultat | Équipe 2          |
| --------------------- | -------- | ----------------- |
| Puerto Rico Islanders | 2 - 0 ap | Tempête FC        |
| W Connection FC       | 2 - 1    | San Juan Jabloteh |

### Finale
| Équipe 1        | Résultat | Équipe 2              |
| --------------- | -------- | --------------------- |
| W Connection FC | 2 - 1    | Puerto Rico Islanders |

| Champion de la CFU 2009         |
| ------------------------------- |
| Drapeau de Trinité-et-Tobago    |
| W Connection FC Troisième titre |